# Долганов, Владимир Николаевич
Владимир Николаевич Долганов (1868, Санкт-Петербург — 1941, Ленинград) — русский и советский офтальмолог, доктор медицины (1893), профессор (1906), заслуженный деятель науки РСФСР (1940).

## Биография
Владимир Долганов родился в Санкт-Петербурге 2 июля 1868 года (по другим данным — в 1867 году). В 1885 году окончил гимназию с серебряной медалью. В 1890 году с отличием окончил Военно-медицинскую академию. Во время учёбы работал в глазной клинике у профессора В. И. Добровольского, позднее — у Л. Г. Беллярминова. В 1893 году защитил докторскую диссертацию на тему «О влиянии местно применяемых веществ на диффузию в переднюю камеру глаза».
С 1893 года — ассистент кафедры офтальмологии Военно-медицинской академии. В 1896 году командирован за границу для повышения квалификации. Работал в клиниках Берлина, Мюнхена, Гейдельберга, Парижа. После возвращения в Россию получил должность приват-доцента и продолжил работу на кафедре офтальмологии. В 1904 году избран заведующим кафедрой офтальмологии Императорского клинического института Великой княгини Елены Павловны. При нём была создана клиническая база кафедры, установлено новое оборудование. С 1910 по 1920 год он четыре раза избирался ректором института. В этот период количество кафедр института возросло с 7 до 23, была увеличена площадь клинических баз. Долганов заведовал кафедрой офтальмологии до 1925 года. С 1925 года и до конца жизни руководил кафедрой глазных болезней Военно-медицинской академии.
Специалист в области военной офтальмологии, физиологической оптики, лечения поражения глаз боевыми отравляющими веществами. Автор около 100 научных работ. Под его научным руководством было подготовлено 30 кандидатов и докторов медицинских наук.
Скончался 26 ноября 1941 года в блокадном Ленинграде. Похоронен на Богословском кладбище (участок 33).

## Сочинения
- О раневом астигматизме роговой оболочки после экстракции хрусталика // Вестник офтальмологии. 1894. Т. 11. С. 388—403;
- Краткий исторический очерк деятельности Академической окулистической клиники Императорской Военно-медицинской академии с 1873 по 1898 год / Сост. прив.-доц. В. Н. Долганов. — Санкт-Петербург : тип. т-ва «Нар. польза», 1898;
- Новый тип защищающих очков для рабочих // Еженедельная газета «Врач». 1899. № 10. С. 277—281;
- Атлас наиболее употребительных глазных операций с кратким их описанием / Проф. В. Долганов. — Санкт-Петербург : паровая тип. Н. В. Гаевского, 1908;
- Болезни и травмы глаз у военнослужащих. Л., 1934. 125 с.